# NGC 4730
NGC 4730 is een elliptisch sterrenstelsel in het sterrenbeeld Centaur. Het hemelobject werd op 8 juni 1834 ontdekt door de Britse astronoom John Herschel.

## Synoniemen
- ESO 323-17
- MCG -7-27-3
- DRCG 56-54
- DCL 320
- PGC 43611